# Стахановська міська рада
Кадіївська міська́ ра́да — орган місцевого самоврядування в Луганській області. Адміністративний центр — місто обласного значення Кадіївка.

## Загальні відомості
- Територія ради: 91,81 км²
- Населення ради: 92 132 особи (станом на 1 листопада 2012 року)
- Територією ради протікає річка Комишуваха.

## Адміністративний устрій
- м. Кадіївка
- Алмазнянська міська рада
  - м. Алмазна
- Ірмінська міська рада
  - м. Ірміно

## Склад ради
Рада складається з 50 депутатів та голови.
- Голова ради: Борісов Юрій Валерійович

### Керівний склад попередніх скликань
| ПІБ                            | Основні відомості                                               | Дата обрання | Дата звільнення |
| ------------------------------ | --------------------------------------------------------------- | ------------ | --------------- |
| Олександров Василь Олексійович | Міський голова, 1952 року народження, член Партії регіонів      | 26.03.2006   | 01.09.2007      |
| Жевлаков Сергій Васильович     | Міський голова, 1958 року народження, безпартійний              | 16.03.2008   | 31.10.2010      |
| Борісов Юрій Валерійович       | Міський голова, 1967 року народження, освіта вища, безпартійний | 31.10.2010   |                 |

Примітка: таблиця складена за даними джерела

### Депутати
За результатами місцевих виборів 2010 року депутатами ради стали:

#### За суб'єктами висування
| Суб'єкт висування                             | Кількість обраних депутатів | %  |
| --------------------------------------------- | --------------------------- | -- |
| Партія регіонів                               | 30                          | 60 |
| Прогресивна соціалістична партія України      | 6                           | 12 |
| Комуністична партія України                   | 5                           | 10 |
| Соціалістична партія України                  | 2                           | 4  |
| Українська соціал-демократична партія         | 2                           | 4  |
| Партія Зелених України                        | 1                           | 2  |
| Партія промисловців і підприємців України     | 1                           | 2  |
| Політична партія «Партія українського народу» | 1                           | 2  |
| Політична партія «Союз Лівих Сил»             | 1                           | 2  |
| Політична партія «Фронт Змін»                 | 1                           | 2  |

#### За округами
| № округу                                      | Прізвище, ім'я, по батькові      | Дата визнання обраним | Освіта                    | Партійна приналежність                          | Відомості про обраного депутата                                                                      |
| --------------------------------------------- | -------------------------------- | --------------------- | ------------------------- | ----------------------------------------------- | --- |
| Комуністична партія України                   |                                  |                       |                           |                                                 | |
| б/м                                           | Сіняєв Віктор Жоржевич           | 05.11.2010            | Освіта вища               | член Комуністичної партії України               | приватний підприємець                                                                                |
| б/м                                           | Кримцев Віктор Олексійович       | 05.11.2010            | Освіта вища               | член Комуністичної партії України               | |
| б/м                                           | Чулков Олександр Юрійович        | 05.11.2010            | Освіта вища               | член Комуністичної партії України               | загальноосвітня школа № 32, директор школи                                                           |
| б/м                                           | Лущий Галина Максимівна          | 05.11.2010            | Освіта вища               | член Комуністичної партії України               | пенсіонер                                                                                            |
| 24                                            | Карпанасюк Валерій Володимирович | 05.11.2010            | Освіта вища               | позапартійний                                   | Стахановська міська лікарня № 2, головний лікар                                                      |
| Партія Зелених України                        |                                  |                       |                           |                                                 | |
| 12                                            | Карацуба Павло Васильович        | 05.11.2010            | Освіта вища               | член Партії Зелених України                     | приватний підприємець                                                                                |
| Партія промисловців і підприємців України     |                                  |                       |                           |                                                 | |
| 10                                            | Мартиненко Володимир Леонідович  | 05.11.2010            | Освіта вища               | позапартійний                                   | ВАТ «Стахановське хлібоприймальне підприємство», голова правління                                    |
| Партія регіонів                               |                                  |                       |                           |                                                 | |
| б/м                                           | Григоренко Валентина Семенівна   | 05.11.2010            | Освіта вища               | член Партії регіонів                            | ВПУ сфери послуг, директор                                                                           |
| б/м                                           | Царевський Олександр Леонідович  | 05.11.2010            | Освіта вища               | член Партії регіонів                            | ТОВ «РАПТО», заступник директора                                                                     |
| б/м                                           | Мандровний Георгій Васильович    | 05.11.2010            | Освіта вища               | член Партії регіонів                            | Стахановська міська Рада ветеранів, голова ради                                                      |
| б/м                                           | Тертична Ірина Іллівна           | 05.11.2010            | Освіта вища               | член Партії регіонів                            | Стахановська міська рада, завідувачка апарату                                                        |
| б/м                                           | Фатєєв Володимир Ілліч           | 05.11.2010            | Освіта вища               | член Партії регіонів                            | Центр дитячої творчості, тренер-викладач                                                             |
| б/м                                           | Уманський Віталій Іванович       | 05.11.2010            | Освіта вища               | член Партії регіонів                            | ПП «Побутрадіотехніка», директор                                                                     |
| б/м                                           | Грабович Віктор Васильович       | 05.11.2010            | Освіта вища               | член Партії регіонів                            | Міська аптека № 26, завідувач                                                                        |
| б/м                                           | Почтівий Олександр Анатолійович  | 05.11.2010            | Освіта вища               | член Партії регіонів                            | приватний підприємець                                                                                |
| б/м                                           | Курінний Віктор Анатолійович     | 05.11.2010            | Освіта вища               | член Партії регіонів                            | ТОВ "Виробничо-комерційна фірма «Скіф ЛТД», директор                                                 |
| б/м                                           | Слізов Євген Петрович            | 05.11.2010            | Освіта вища               | член Партії регіонів                            | приватний підприємець                                                                                |
| б/м                                           | Сєнніков Сергій Юрійович         | 05.11.2010            | Освіта вища               | член Партії регіонів                            | ПП «Комплекс ССЮ», директор                                                                          |
| б/м                                           | Безбородов Валерій Анатолійович  | 05.11.2010            | Освіта вища               | член Партії регіонів                            | Управління «Стахановмежрай-газ», начальник                                                           |
| б/м                                           | Буянова Людмила Григоріївна      | 05.11.2010            | Освіта вища               | член Партії регіонів                            | пенсіонер                                                                                            |
| б/м                                           | Самусенко Віктор Володимирович   | 05.11.2010            | Освіта вища               | член Партії регіонів                            | ВАТ «Стахановський вагонобудівний завод», комерційний директор                                       |
| б/м                                           | Шманьов Ігор Леонідович          | 05.11.2010            | Освіта вища               | член Партії регіонів                            | приватний підприємець                                                                                |
| 1                                             | Чєрних Анатолій Анатолійович     | 05.11.2010            | Освіта вища               | член Партії регіонів                            | Стахановський пологовий будинок, головний лікар                                                      |
| 3                                             | Труфанов Володимир Вікторович    | 05.11.2010            | Освіта вища               | член Партії регіонів                            | ВАТ Стахановський вагонобудівний завод, начальник цеха                                               |
| 5                                             | Уколова Галина Олександрівна     | 05.11.2010            | Освіта вища               | член Партії регіонів                            | УВК Стахановська спеціалізована ССШ гімназія № 8, вчитель іноземної мови                             |
| 8                                             | Пополітов Михайло Іванович       | 05.11.2010            | Освіта вища               | член Партії регіонів                            | ДП «Мост» ВАТ Стахановський експериментальний механічний завод, директор                             |
| 9                                             | Антонюк Вадим Михайлович         | 05.11.2010            | Освіта вища               | член Партії регіонів                            | ТОВ Луганське енергетичне об'єднання, заступник техничного директора                                 |
| 13                                            | Піщенюк Раїса Степанівна         | 05.11.2010            | Освіта вища               | член Партії регіонів                            | приватний підприємець                                                                                |
| 15                                            | Іванов Дмитро Валерійович        | 05.11.2010            | Освіта вища               | член Партії регіонів                            | Хірургічне відділення першої міської лікарні, лікар                                                  |
| 17                                            | Бурлаченко Володимир Миколайович | 05.11.2010            | Освіта вища               | член Партії регіонів                            | приватний підприємець                                                                                |
| 18                                            | Маслік Максим Олександрович      | 05.11.2010            | Освіта вища               | член Партії регіонів                            | приватний підприємець                                                                                |
| 19                                            | Дмитрієв Андрій Вікторович       | 05.11.2010            | Освіта вища               | член Партії регіонів                            | ДЮСШ № 1, директор                                                                                   |
| 20                                            | Бутрімов Костянтин Олександрович | 05.11.2010            | Освіта вища               | член Партії регіонів                            | ВАТ Стахановський вагонобудівельний завод, голова профспілкового комітету                            |
| 21                                            | Клєймьонов Андрій Вікторович     | 05.11.2010            | Освіта вища               | член Партії регіонів                            | приватний підприємець                                                                                |
| 22                                            | Тарасюк Віктор Григорович        | 05.11.2010            | Освіта вища               | член Партії регіонів                            | Виконком Ірмінської міської ради, секретар                                                           |
| 23                                            | Вишневський Віктор Станіславович | 05.11.2010            | Освіта вища               | член Партії регіонів                            | приватний підприємець                                                                                |
| 25                                            | Приступа Олена Валентинівна      | 05.11.2010            | Освіта вища               | член Партії регіонів                            | загальноосвітня школа № 1, вчитель                                                                   |
| Політична партія «Партія українського народу» |                                  |                       |                           |                                                 | |
| 11                                            | Шахов Сергій Володимирович       | 10.10.2013            | Освіта вища               | позапартійний                                   | ТОВ «Шахов Сергій Володимирович», директор                                                           |
| Політична партія «Союз Лівих Сил»             |                                  |                       |                           |                                                 | |
| 4                                             | Канахіна Світлана Василівна      | 05.11.2010            | Освіта вища               | позапартійна                                    | приватний підприємець                                                                                |
| Політична партія «Фронт Змін»                 |                                  |                       |                           |                                                 | |
| 7                                             | Гоменюк Галина Дмитрівна         | 05.11.2010            | Освіта вища               | член Політичної партії «Фронт Змін»             | Агентство міського розвитку і кооперації «Стаханов-Завтра», керівник                                 |
| Прогресивна соціалістична партія України      |                                  |                       |                           |                                                 | |
| б/м                                           | Подлужний Дмитро Васильович      | 05.11.2010            | Освіта вища               | позапартійний                                   | приватне підприємство «Поліінформ», директор                                                         |
| б/м                                           | Алісов Сергій Павлович           | 05.11.2010            | Освіта середня спеціальна | член Прогресивної соціалістичної партії України | пенсіонер                                                                                            |
| б/м                                           | Фурцева Тетяна Павлівна          | 05.11.2010            | Освіта вища               | позапартійна                                    | притулок для дітей служби у справах дітей Стахановської міської ради Луганської області, завідувачка |
| б/м                                           | Нестор Ольга Леонідівна          | 05.11.2010            | Освіта вища               | позапартійна                                    | міська дитяча лікарня м. Стаханова, головний лікар                                                   |
| б/м                                           | Торшенко Сергій Олексійович      | 05.11.2010            | Освіта вища               | позапартійний                                   | ВАТ "Стахановський завод феросплавів, начальник цеху                                                 |
| б/м                                           | Мельнікова Марина Володимирівна  | 05.11.2010            | Освіта вища               | позапартійна                                    | Стахановська міська рада, головний спеціаліст                                                        |
| Соціалістична партія України                  |                                  |                       |                           |                                                 | |
| 2                                             | Долженко Оксана Миколаївна       | 05.11.2010            | Освіта вища               | позапартійна                                    | адвокат                                                                                              |
| 6                                             | Жученко Олександр Вікторович     | 05.11.2010            | Освіта вища               | позапартійний                                   | Стахановське міське управління юстиції Луганської області, начальник                                 |
| Українська соціал-демократична партія         |                                  |                       |                           |                                                 | |
| 14                                            | Мейлунас Зігмас Стасіо           | 05.11.2010            | Освіта вища               | позапартійний                                   | ВАТ Стахановський вагонобудівний завод, начальник цеха № 10                                          |
| 16                                            | Холодова Людмила Іванівна        | 05.11.2010            | Освіта вища               | позапартійна                                    | ВАТ «Стахановський вагонобудівний завод», начальник управління роботи з персоналом                   |